# Fjärdingen

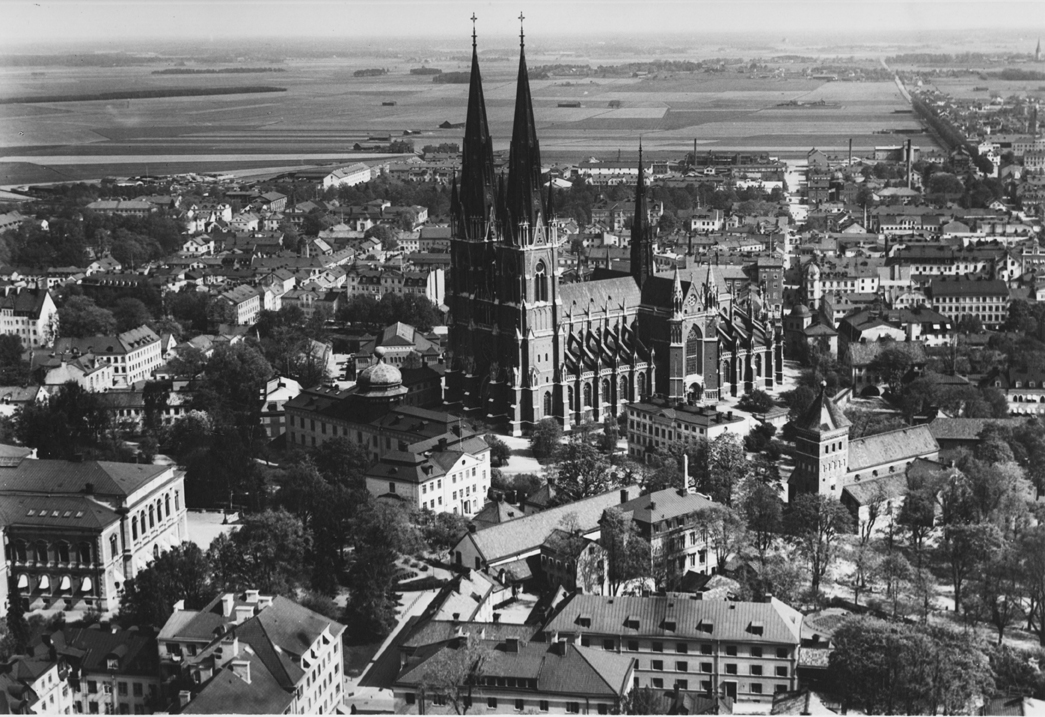
Domkyrkan och delar av Övre Fjärdingen år 1940.

Fjärdingen eller Fjärdingsroten är den äldre, väster om Fyrisån belägna delen av Uppsala innerstad. I Uppsala kommuns stadsdelsindelning som offentliggjordes 2018 är den en del av stadsdelen Främre Luthagen-Fjärdingen.
Stadsdelen är främst präglad av Uppsala universitet, nöjesliv, inte minst studentliv, och Svenska kyrkan. Här finns många av Uppsalas historiskt mest intressanta byggnader. Förutom Uppsala domkyrka (Skandinaviens största katedral) omgärdad av en befästningsring med delvis medeltida byggnader, kan nämnas till exempel Helga Trefaldighets kyrka, Ärkebiskopsgården, Uppsala universitets kärnbyggnader Universitetshuset med aulan och föregångaren Gustavianum, biblioteksbyggnaden Carolina Rediviva, Skytteanum, andra äldre  institutionsbyggnader, Uppsala studentkår, och ett begränsat utbud av studentbostäder. Inom Fjärdingen finns samtliga studentnationer utom Gotlands nation. Vid Kvarnfallet finns den gamla Akademikvarnen, numera lokal för Upplandsmuseet.

## Avgränsning
Stadsdelen avgränsas norrut av Skolgatan mot Luthagen, västerut mot Kungsgärdet (betesmarker tillhöriga en kungsgård som för hundratals år sedan låg centralt i Fjärdingen) av Kyrkogårdsgatan och Observatorieparken, Gamla kyrkogården och Carolinaparken, samt ungefärligt söderut av området runt slottet och Stadsträdgården. Fram till en tidpunkt på 1800-talet utgjorde de båda stadsdelar som Strindberg hänvisade till, tillsammans med den sydliga Kungsängen, hela Uppsala stad inom sina tidigare gällande tullgränser. Fjärdingen har en tydlig avgränsning, medan den gängse uppfattningen om var Svartbäcken respektive Kungsängen avgränsas på senare år har ändrats något, så att vardera stadsdelen förskjutits ett stycke utåt från Stora Torget där de tidigare möttes. Det mellanliggande förtätade handelsområdet rakt öster om ån, räknat från Fjärdingen, kallas numera ofta Dragarbrunn efter en gammal vattentäkt markerad i gatan nära korsningen Dragarbrunnsgatan-S:t Persgatan.

## Platser
De viktigaste affärsgatorna inom Fjärdingen är Sysslomansgatan och Drottninggatan med den branta Carolinabacken där årligen sista april klockan tre inträffar studenternas mösspåtagning, ett evenemang som drar till sig många människor. Vinkelrätt mot norr mellan Carolina Rediviva och Katedralskolan går Övre Slottsgatan, känd bland annat från Gösta Knutssons böcker om Pelle Svanslös. Södra delen av den ganska högt belägna gatan är tungt trafikerad. Bland flera torg och öppna platser i Fjärdingen kan nämnas Fyristorg, S:t Eriks torg invid Saluhallen, Riddartorget vid platsen för en sedan länge riven medeltida byggnad, "Academia Carolina", som användes av Uppsala universitet, vidare Martin Luther Kings Plan (tidigare Kamphav/Kamphavstorg) vid Universitetshuset och Odinslund.

## Nedre Fjärdingen
Den södra delen, Nedre Fjärdingen, var ännu för trehundra år sedan en obebyggd parkanläggning under slottet. Området som började bebyggas efter den omfattande stadsbranden år 1702, genomkorsas av Trädgårdsgatan. Vid dess södra ände korsar Munkgatan vid Svandammen (ofta avbildad med sin fontän, Uppsalaåsen och Uppsala slott synliga i bakgrunden), caféer och nöjesetablissemang som Konditori Fågelsången, Flustret och Slottskällan. Här finns även den tidigare gymnastikinstitutionen "Svettis" vid Akademiska sjukhusets norra infart. Söder om Svandammen ligger Stadsträdgården, och vidare utmed ån Studenternas idrottsplats.

## Övre Fjärdingen
Norröver, utmed Västra Ågatan med flera studentnationer och Filmstaden, via Fyristorg och S:t Eriks gränd, vidare längs Sysslomansgatan förbi S:t Eriks torg och genom den nordliga, Övre Fjärdingen, finns ett omfattande nöjesliv delvis knutet till studentnationerna. Den allra sista studentnationen vid detta stråk, också en av de största, Västmanlands-Dala nation, finns i en mycket speciell vit byggnad ritad av den finländske arkitekten Alvar Aalto. Vid Sysslomansgatan finns även Ofvandahls konditori.
August Strindberg har skrivit en novellsamling från sin studenttid i Uppsala som heter Från Fjärdingen och Svartbäcken.